# لوس اریروس (تگزاس)
لوس اریروس (به انگلیسی: Los Arrieros) یک منطقهٔ مسکونی در ایالات متحده آمریکا است که در تگزاس واقع شده‌است. لوس اریروس ۹۱ نفر جمعیت دارد و ۹۲٫۰۵ متر بالاتر از سطح دریا واقع شده‌است.